# Сарторис (роман)
«Сарторис» (англ. Sartoris) — роман американского писателя Уильяма Фолкнера, впервые опубликованный в 1929 году. Роман изображает упадок аристократии Миссисипи, последовавший за  социальными потрясениями американской гражданской войны. В 1929 году был издан сокращённый вариант романа. Роман в полном объеме был опубликован в 1973 году под названием «Флаги в пыли». Кларк Фолкнер, прадед Уильяма Фолкнера, полковник гражданской войны, послужил прототипом для полковника Джона Сарториса.

## Сюжет
В романе, действие которого разворачивается сразу после окончания Первой мировой войны,   речь идёт об упадке богатой семьи Юга Сарторисов, живущей в отблесках славы своего почившего патриарха и местного народного героя полковника Джона Сарториса, бывшего кавалерийским офицером во время Гражданской войны и построившего проходящую через округ Йокнапатофа железную дорогу. В романе постоянно фигурируют его младшая сестра Вирджиния Дю Пре, она же «тётя Дженни» и «мисс Дженни», восьмидесятилетняя здравомыслящая аристократка с твёрдым характером, и два Байярда Сарториса: сын полковника, «старый» Байярд, семидесятитрёхлетний владелец местного банка, и правнук полковника, двадцатисемилетний «молодой» Байярд Сарторис.
Весной 1919 года в родной Джефферсон с войны возвращается молодой Байярд, уже вдовец — прошлой осенью, когда он ещё был в Европе, дома скончались его жена и новорожденная дочь. Но неизмеримо больше волнует Байярда случившаяся немногим ранее другая смерть: его брат-близнец Джон, тоже лётчик-истребитель, погиб при боевом вылете, от которого Байярд не смог его удержать. Неотступное ощущение вины на фоне подчёркнуто характерных для рода Сарторисов безрассудных храбрости и отваги оборачивается для молодого Байярда мрачной жаждой отчаянного саморазрушения — вымученного и безуспешного поиска острых ощущений в круговерти собутыльников и лихачеств на спортивном автомобиле.
Даже вполне успешная попытка хозяйствования на полях в усадьбе Сарторисов не помогает молодому Байярду обрести душевное равновесие — он всё-таки попадает в автомобильную аварию. И хотя в период выздоровления у него завязываются обернувшиеся браком отношения с молодой южанкой традиционных взглядов, Нарциссой Бенбоу, гнёт памяти оказывается непреодолим: Баярд вскорости отдаляется от жены и, несмотря на данное ей обещание, продолжает быстро раскатывать по местным дорогам. Одна из таких поездок становится роковой для бывшего при нём старого Байярда — он умирает от сердечного приступа, после чего молодой Сарторис бежит из родных мест. Спустя недолгое время он бросает судьбе новый вызов, взявшись испытать построенный случайным любителем биплан сомнительной конструкции, и наконец погибает в тот самый день, когда у Нарциссы рождается его сын…

## История создания
Начиная с «Сарториса», я обнаружил, что моя собственная крошечная почтовая марка родной земли стоит того, чтобы писать о ней, что моей жизни не хватит, чтобы исчерпать эту тему.
— Г. Ионкис «Уильям Фолкнер и сотворённый им мир» «Слово\Word» № 55, 2007
Роман был закончен 29 сентября 1927 года, через четыре дня после тридцатилетия Фолкнера. Рукопись романа как в оригинальном, так и в переработанном варианте, была отвергнута двадцатью издателями.

## Издания
- William Faulkner.  = Sartoris. — New York: Harcourt, Brace and Company, 1929.
- William Faulkner.  = Sartoris. — London: Chatto & Windus, 1933.
- William Faulkner.  = Sartoris. — New York: Signet Classic, 1953.
- William Faulkner.  = Sartoris. — New York: New American Library, 1964.
- Фолкнер У. Избранное. — М.: Прогресс, 1974. — 574 с. — (Мастера современной прозы).